# البطولات الفرنسية 1904 (كرة مضرب)
في دورة رولان غاروس الدولية عام 1904 فاز في بطولة فردي الرجال اللاعب ( الفرنسي) ماكس ديسوجايس (Max Decugis).